# Entyloma australe
Entyloma australe är en svampart som beskrevs av Speg. 1880. Entyloma australe ingår i släktet Entyloma och familjen Entylomataceae.   Inga underarter finns listade i Catalogue of Life.